# Egerhof
Egerhof ist ein Ortsteil der Stadt Pfreimd im Oberpfälzer Landkreis Schwandorf (Bayern).

## Geografie
Egerhof liegt auf dem Nordufer des Kulmbaches, 3,6 Kilometer südwestlich von Pfreimd, 200 Meter westlich der Bundesautobahn 6.

## Geschichte
Auf den historischen Karten bis 1864 ist Egerhof nicht eingezeichnet. Auch in den Matrikeln von 1838 und 1913 ist es nicht aufgeführt. In den amtlichen Statistiken bis einschließlich 1987 fehlt es ebenfalls. In der Matrikel von 1997 erscheint es als Teil der Pfarrei Pfreimd mit 6 Katholiken und auf der Zensus-Karte von 2011 mit 4 Einwohnern.